# Charles-Auguste Questel
Charles-Auguste Questel (* 19. September 1807 in Paris; † 30. Januar 1888 ebenda) war ein französischer Architekt.

## Leben
Schon früh kam Questel an die École des Beaux-Arts (EBA) seiner Heimatstadt. Dort war er unter anderem Schüler von Félix Duban. Durch diesen unterstützt, konnte Questel 1844 erfolgreich mit einigen Werken debütieren und den Prix de Rome (2. Platz) erreichen.
Mit Ende seiner Ausbildung an der EBA bot man ihm dort ein eigenes Atelier nebst einem Lehrauftrag an. Nach dem Deutsch-Französischen Krieg nahm ihn 1871 die Académie des Beaux-Arts als Mitglied auf.
Mit über achtzig Jahren starb Questel in Paris und fand dort auch seine letzte Ruhestätte. Sein Atelier wurde nach Questels Tod von Jean-Louis Pascal übernommen und weitergeführt.

## Schüler (Auswahl)
- Alfred Friedrich Bluntschli (1842–1930)
- Henri-Paul Nénot (1853–1934)
- Ernst August Roßteuscher (1849–1914)
- Paul-Ernest Sanson (1836–1918)

## Werke (Auswahl)
- Kirche St. Paul in Nîmes, Département Gard (1835–1849)
- Aquädukt Pont du Gard bei Vers-Pont-du-Gard, Département Gard (Restaurierung, 1841–1846)
- James-Pradier-Brunnen, Nîmes (Restaurierung 1851)
- Präfektur des Départements von Isère in Grénoble (1861–1866)
- Musée de Grenoble (1872)